# フロンティア・フィールド
イノベイティブ・フィールド（Innovative Field）は、アメリカのニューヨーク州ロチェスターにある野球場。1997年からワシントン・ナショナルズ 傘下AAAロチェスター・レッドウイングスの本拠地になっている。
1996年開場。同年から2005年までは、国内サッカーリーグUFL1部のロチェスター・レイジング・ライノスが本拠地にしていた。また、2001年と2002年には、メジャーリーグ・ラクロスのロチェスター・ラトラーズもここを本拠地にしていた。野球専用になったのは2006年から。
2000年7月12日にはAAAオールスターゲームが開催されている。
1996年にフロンティア・テレフォン社が20年契約のネーミングライツを取得し、現在の球場名になった。